# Isabelle de Villehardouin
Isabelle de Villehardouin (* 1263; † 23. Januar 1312) war Fürstin von Achaia und Morea von 1289 bis 1307. Sie war die ältere Tochter von Wilhelm II. von Villehardouin, Fürst von Achaia und Morea, und Anna Komnene Dukaina.
Ihr Vater schloss im Mai 1267 mit Karl von Anjou, König von Sizilien und Balduin II., Kaiser von Konstantinopel das Abkommen von Viterbo, durch das Karl Hoheit über Achaia gewann. Darüber hinaus wurde beschlossen, die Erben Wilhelms und Balduins mit Kindern Karls zu verheiraten. Die Hochzeit zwischen Isabelle und Philippe d’Anjou (* 1256) fand am 28. Mai 1271 in Trani statt. Philippe wurde 1274 Titularkönig von Thessaloniki, starb aber bereits 1277, vor seinem Vater und ohne Nachkommen. Den Bestimmungen des Abkommens von Viterbo zufolge war nun in Karl der Erbe von Achaia.
Wilhelm von Villehardouin starb 1278, und von nun an wurde Achaia von Neapel aus regiert. Isabelle schloss am 16. September 1289 eine zweite Ehe, ihr Ehemann wurde Florenz von Hennegau. König Karl II., König von Neapel seit 1285 nach dem Tod Karls I., gab daraufhin Achaia an Isabelle zurück mit der Maßgabe, dass Isabelle, sollte sie Florenz überleben, sich nicht ohne Zustimmung Karls II. wiederverheiraten dürfe. Florenz von Hennegau gelang es 1290 im Vertrag von Klarentza einen Frieden mit Byzanz zu schließen. Der Vertrag hielt bis 1293, als die Griechen Kalamata eroberten. 1296 ging auch die Burg von Agios Georgios in Arkadien verloren. Florenz belagerte die eroberte Burg, starb aber am 23. Januar 1297, bevor die Belagerung zum Ziel gekommen war. Die Tochter von Isabelle und Florenz war Mathilde von Hennegau (* 1293; † 1331), Fürstin von Achaia und Morea, die vier Mal heiratete:
1. Guy de la Roche († 1308), Herzog von Athen
2. 1313 Louis de Bourgogne (* 1297; † 1316), Titularkönig von Thessaloniki und Fürst von Achaia
3. 1318 (geschieden 1321) Jean d’Anjou (* 1294; † 1336), Herzog von Durazzo und Fürst von Achaia
4. Hugues de La Palice

Erneut Witwe, heiratete sie am 12. Februar 1301 in Rom Philipp von Savoyen (* 1278, † 1334). Philipp beabsichtigte die Rückeroberung Lakoniens von Byzanz, doch sein autoritärer Charakter brachte ihn schnell in Konflikt mit dem Adel des Landes. Nachdem er versucht hatte, sich gegen die Barone durchzusetzen, musste er 1304 nachgeben und ein Parlament akzeptieren. 1306 wurden Philipp und Isabelle nach Neapel gerufen, wo Philipp angeklagt wurde, sich nicht ausreichend an einem Feldzug Karls gegen das Despotat Epirus beteiligt zu haben; Isabella wiederum wurde vorgeworfen, für ihre dritte Ehe nicht die erforderliche Zustimmung Karls eingeholt zu haben. Am 5. Mai 1306 wurde dem Paar Achaia weggenommen und Karls Sohn Philipp I. von Tarent gegeben. Philipp von Piemont gab seinen Anspruch auf Achaia am 11. Mai 1307 auf und erhielt die Grafschaft Alba (Piemont). Isabelle trennte sich von ihm und floh nach Hennegau, der Heimat ihres zweiten Ehemanns, von wo aus sie ihre Ansprüche weiter betrieb.
Kinder Isabelles und Philipps waren:
- Marie (* 1301; † jung)
- Alice († 1368), ⚭ I Manfred de Carretto, Markgraf von Savona, ⚭ II 1354 Antelmo d'Urtières
- eine Tochter, ⚭ 1306 à Charles d'Anjou (X 1315), Fürst von Achaia (Haus Anjou)
- Marguerite (* 1303; † nach 1371), ⚭ 1324 Renaud, Graf von Forez († 1370)